# Premierzy Sahary Zachodniej

## Lista premierów Sahary Zachodniej
| Osoba | Osoba                              | Osoba   | Kadencja             | Kadencja             | Partia polityczna |
| #     | Imię i Nazwisko                    | Portret | Od                   | Do                   | Partia polityczna |
| ----- | ---------------------------------- | ------- | -------------------- | -------------------- | ----------------- |
| 1     | Muhammad al-Amin uld Ahmad (1947–) |         | 5 marca 1976         | 4 listopada 1982     | Front Polisario   |
| 2     | Mahfud Ali Bajba (1953–2010)       |         | 4 listopada 1982     | 18 grudnia 1985      | Front Polisario   |
| (1)   | Muhammad al-Amin uld Ahmad (1947–) |         | 18 grudnia 1985      | 16 sierpnia 1988     | Front Polisario   |
| (2)   | Mahfud Ali Bajba (1953–2010)       |         | 16 sierpnia 1988     | 18 września 1993     | Front Polisario   |
| 3     | Buszraja Hammudi Bajun             |         | 19 września 1993     | 8 września 1995      | Front Polisario   |
| (2)   | Mahfud Ali Bajba (1953–2010)       |         | 8 września 1995      | 10 lutego 1999       | Front Polisario   |
| (3)   | Buszraja Hammudi Bajun             |         | 10 lutego 1999       | 29 października 2003 | Front Polisario   |
| 4     | Abd al-Kadir Talib Umar (1951–)    |         | 29 października 2003 | 4 lutego 2018        | Front Polisario   |
| 5     | Muhammad Wali Akik (1950–)         |         | 4 lutego 2018        | 13 stycznia 2020     | Front Polisario   |
| (3)   | Buszraja Hammudi Bajun             |         | 13 stycznia 2020     | nadal urzęduje       | Front Polisario   |